# Werner Biermann (Autor)
Werner Biermann (* 22. März 1945 in Neukirchen-Vluyn; † 9. April 2016 in Hammamet, Tunesien) war ein deutscher Journalist, Dokumentarfilmer und Buchautor.

## Leben
Von 1972 bis 1973 war er Redakteur bei der Zeitschrift  Stern. 
Er realisierte etwa fünfzig Dokumentarfilme zur Zeitgeschichte. 
Die WDR-Sendereihe Rückblende: Kolonialwaren, für die er das Buch schrieb und bei der er Regie führte und die Fritz Breuer moderierte, wurde mit dem Adolf-Grimme-Preis 1993 in Bronze ausgezeichnet.

## Dokumentarfilme
- 2002: Am Abgrund. Anatomie der Kubakrise
- 2004: Der Erste Weltkrieg – Alptraum Verdun
- 1981: Die Buchstaben der Revolution – Alphabetisierung in Nicaragua

## Bücher
- 2006: Neuausgabe 2015 Strauß. Aufstieg und Fall einer Familie
- 2008: Der Traum meines ganzen Lebens. Humboldts amerikanische Reise
- 2010: Sommer 39[2]
- 2017: Konrad Adenauer. Ein Jahrhundertleben. Biografie.